# Marinekrankenhaus (Rochefort)

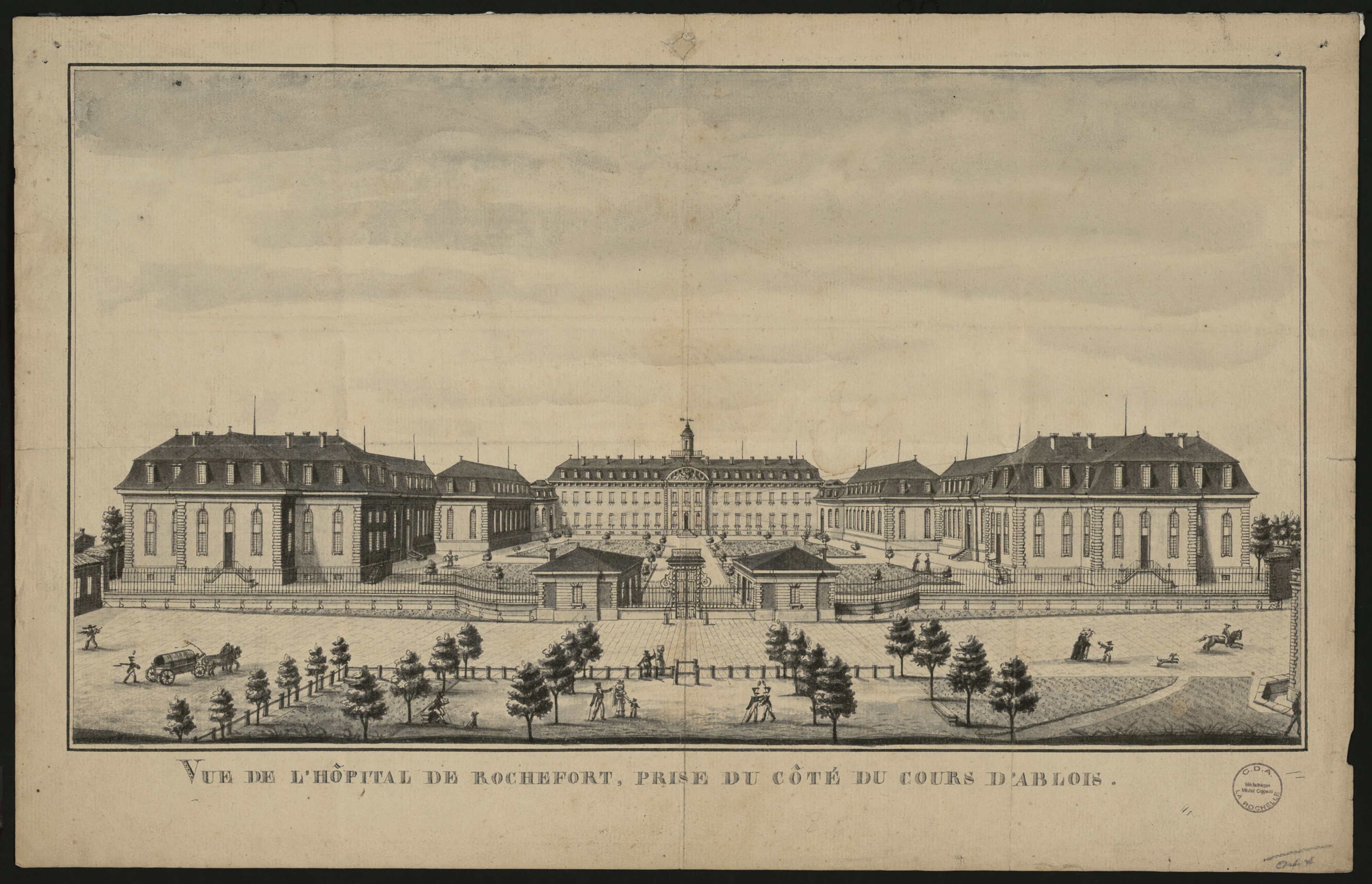
Marinekrankenhaus in Rochefort, Zeichnung aus dem 19. Jahrhundert

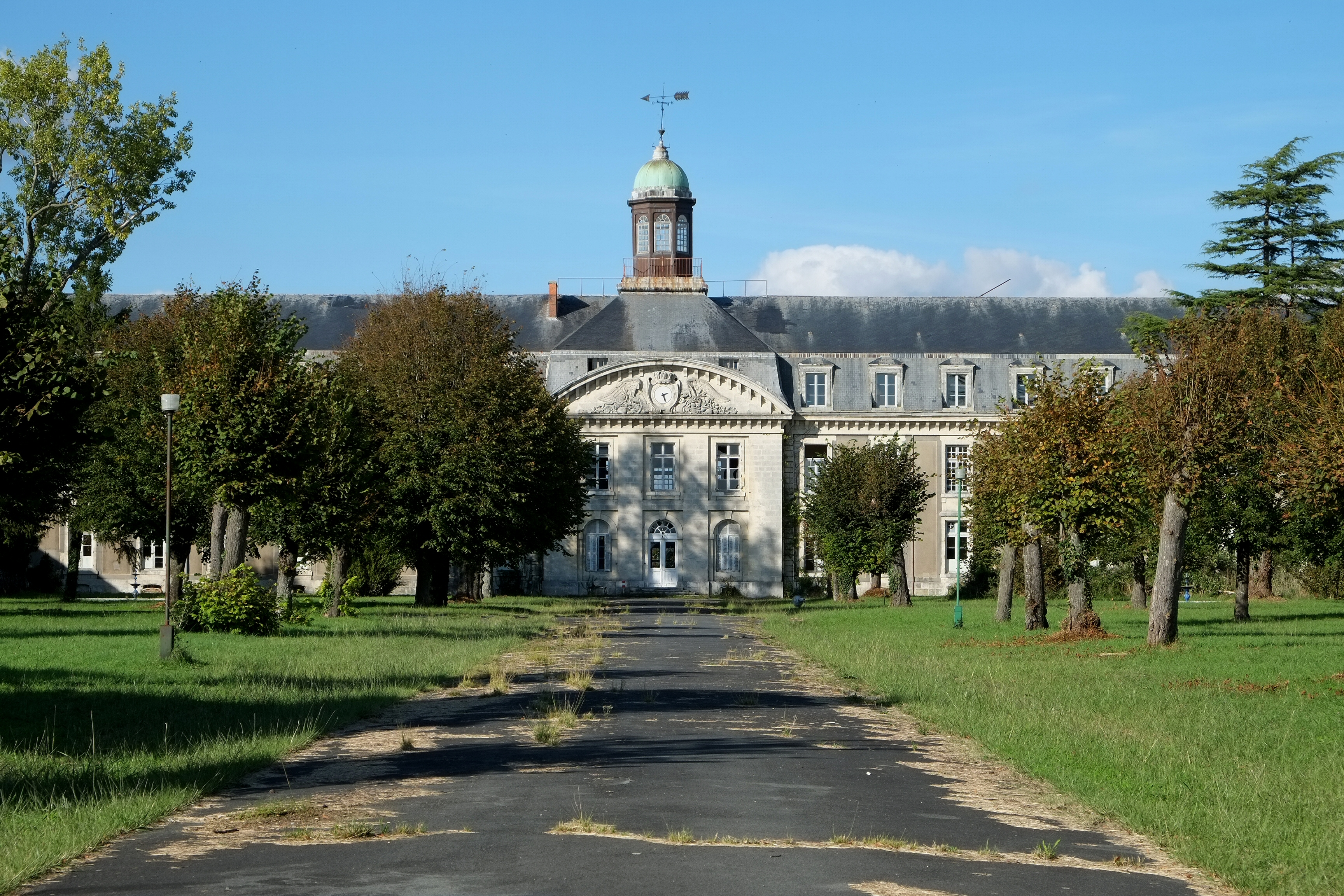
Hauptgebäude und Hof, Ansicht aus dem Jahr 2015

Das Marinekrankenhaus (französisch Hôpital maritime) an der Cours d’Ablois in Rochefort, einer westfranzösischen Stadt im Département Charente-Maritime der Region Nouvelle-Aquitaine, wurde in den 1780er Jahren errichtet. Im Jahr 1965 wurde das Militärkrankenhaus als Monument historique (Baudenkmal) klassifiziert.

## Geschichte und Beschreibung
Der Bau ersetzte das erste Marinekrankenhaus am Quai des Vivres aus den 1680er Jahren, das zu klein geworden war für die immer größer werdende Anzahl von Militärangehörigen (Arsenal u. a.) in Rochefort.
Die Bauarbeiten nach Plänen des königlichen Ingenieurs Pierre Toufaire begannen Anfang des Jahres 1785. Am 9. Juni 1788 wurde der fertiggestellte Gebäudekomplex dem Intendanten Charlot de Grandville übergeben. Um einen 13.000 m² großen Hof gruppieren sich das Hauptgebäude, zwei Seitenflügel in Richtung des Haupteingangs und zwei weitere kürze Flügel. Weitere Pavillons schließen sich parallel zum Hauptgebäude beim Eingang an.
Im Jahr 1983 wurde das Krankenhaus geschlossen und 1989 wurden die Gebäude an ein Pariser Immobilienunternehmen verkauft. Der südwestliche Pavillon, der als einziger Teil nicht vom Staat verkauft wurde, wird als Musée national de la Marine de Rochefort genutzt. In anderen Teilen wurden Eigentumswohnungen eingerichtet. Im Jahr 2018 kaufte die Gemeinde die bisher nicht genutzten und immer mehr ruinösen Teile des Bauensembles, um an der Stelle ein Thermalbad und eine Hotelanlage bauen zu lassen.

## Trivia
Die Filme Suzie Berton (2004) von Bernard Stora und Das Labyrinth der Wörter (2010) von Jean Becker wurden im ehemaligen Marinekrankenhaus gedreht.